# 女には売るものがある
- 藤子不二雄（読切） > 藤子・F・不二雄（著作） > SF短編 > 一覧 > 女には売るものがある

「女には売るものがある」（おんなにはうるものがある）は、藤子不二雄名義で発表された短編漫画（藤本弘単独執筆作）。1976年（昭和51年）『ビッグコミック増刊号』（小学館）8月1日号に掲載された（全4頁。スミ赤2色印刷）。1982年（昭和57年）に単行本に収録される際にすべてのコマが新たに描き直され、全6頁（スミ1色）の作品となった。

## あらすじ
しょぼくれたサラリーマンが路地裏で街娼を買った。ラブホテルへ入ると、男は女に傲然とした態度を取る。そこへ警察に踏み込まれ、女は「売権防止法違反」（男性上位時代に逆行させようとする罪）で送検される。

## 登場人物
男
路地裏で出会った街娼から、つかの間の幻想（男性上位）を買う。
女
街娼。男から従属奉仕を強いられ従う。「売権防止法違反」で送検される。

## 書誌情報
藤子・F・不二雄のSF短編一覧を参照。